# Acharia tragodes
Acharia tragodes är en tvåhjärtbladig växtart som beskrevs av Carl Peter Thunberg. Acharia tragodes ingår i släktet Acharia och familjen Achariaceae. Inga underarter finns listade i Catalogue of Life.